# Mind Raft
Mind Raft je první sólová nahrávka zpěvačky Angel Deradoorian. Jde o pětipísňové EP vydané v květnu roku 2009. Album produkovala Deradoorian společně s Robbym Moncrieffem, přičemž vedoucím producentem byl David Longstreth, zpěvaččin spolupracovník z kapely Dirty Projectors.

## Seznam skladeb
Autorkou všech písní je Angel Deradoorian.
| Pořadí | Název              | Délka |
| ------ | ------------------ | ----- |
| 1.     | Weed Jam           | 2:38  |
| 2.     | High Road          | 5:40  |
| 3.     | You Carry the Deed | 3:26  |
| 4.     | Holding Pattern    | 4:30  |
| 5.     | Moon               | 6:06  |